# Університет Консепсьйон
Університет Консепсьйон (ісп. Universidad de Concepción; також відомий за своєю абревіатурою: UdeC) один з найпрестижніших університетів у Чилі та третій найстаріший університет країни. Це найперший університет, який заснували на півдні Чилі. Університет входить до асоціації «Ради ректорів чилійських університетів» і відноситься до мережі університетів «Південний хрест». Основне університетське містечко (кампус) розташоване на відстані від Консепсьйона, а додаткові кампуси у Чильяні та Лос-Анхелесі.
Згідно з одним з найвідоміших рейтингів університетів у світі «QS World University Rankings», університет Консепсьйон посів дев'яте місце 2012 року як найкращий університет і Латинській Америці. 2011 року за рейтингом «CSIC» став другим найкращим у Чилі і 19 найкращим у Латинській Америці. 2010 року латиноамериканський бізнес журнал «AméricaEconomía» за рейтингом «SIR Iberoamerican Ranking» присудив йому 3-є місце у країні.

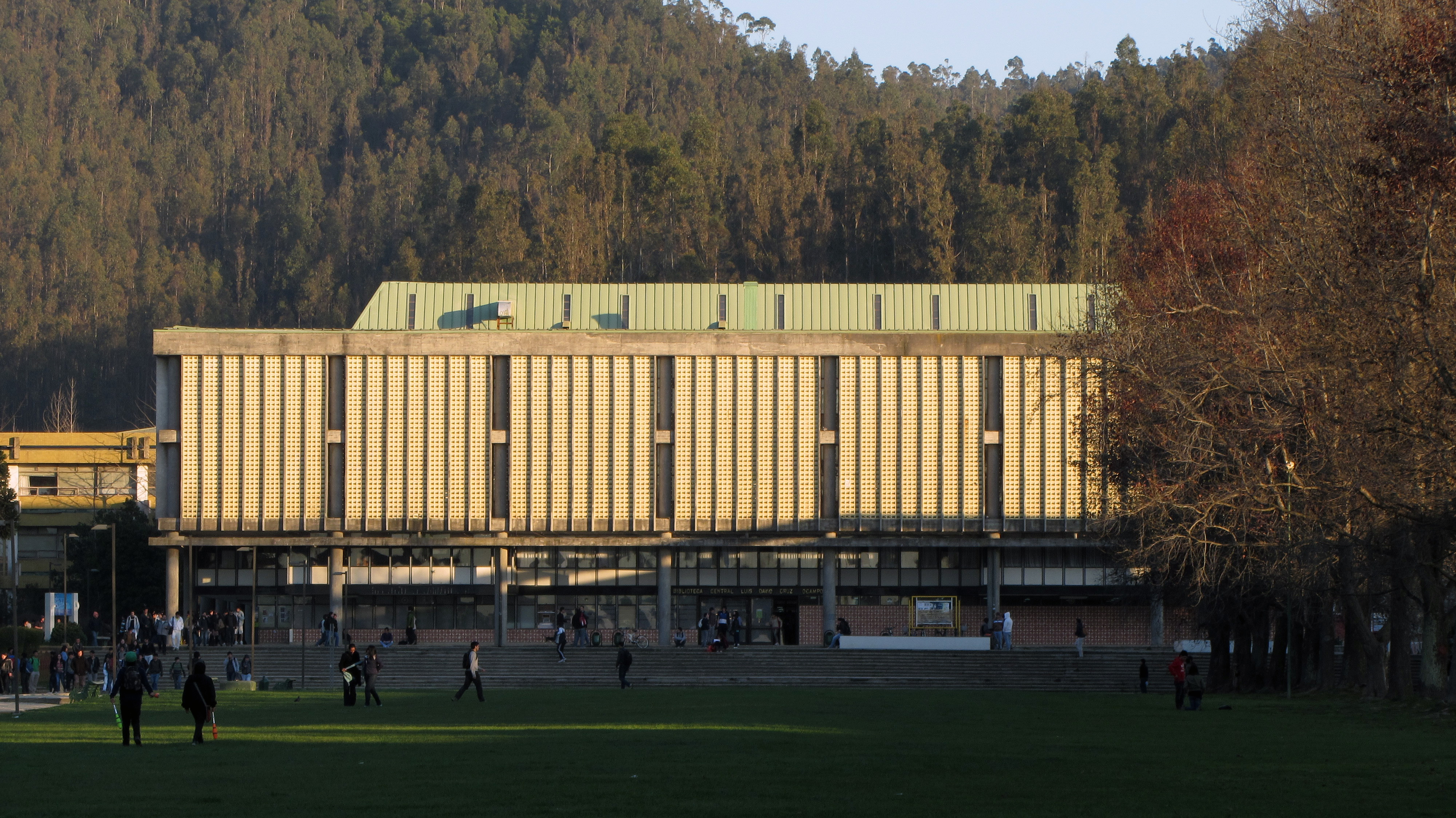
Головна центральна бібліотека
університету

Університету належить мережа з 11 бібліотек. Головна центральна бібліотека займає площу 10 000 м2 на 5-ти поверхах і у ній зберігається 100 000 книг, журналів, дисертацій, газет, тощо.

## Історія

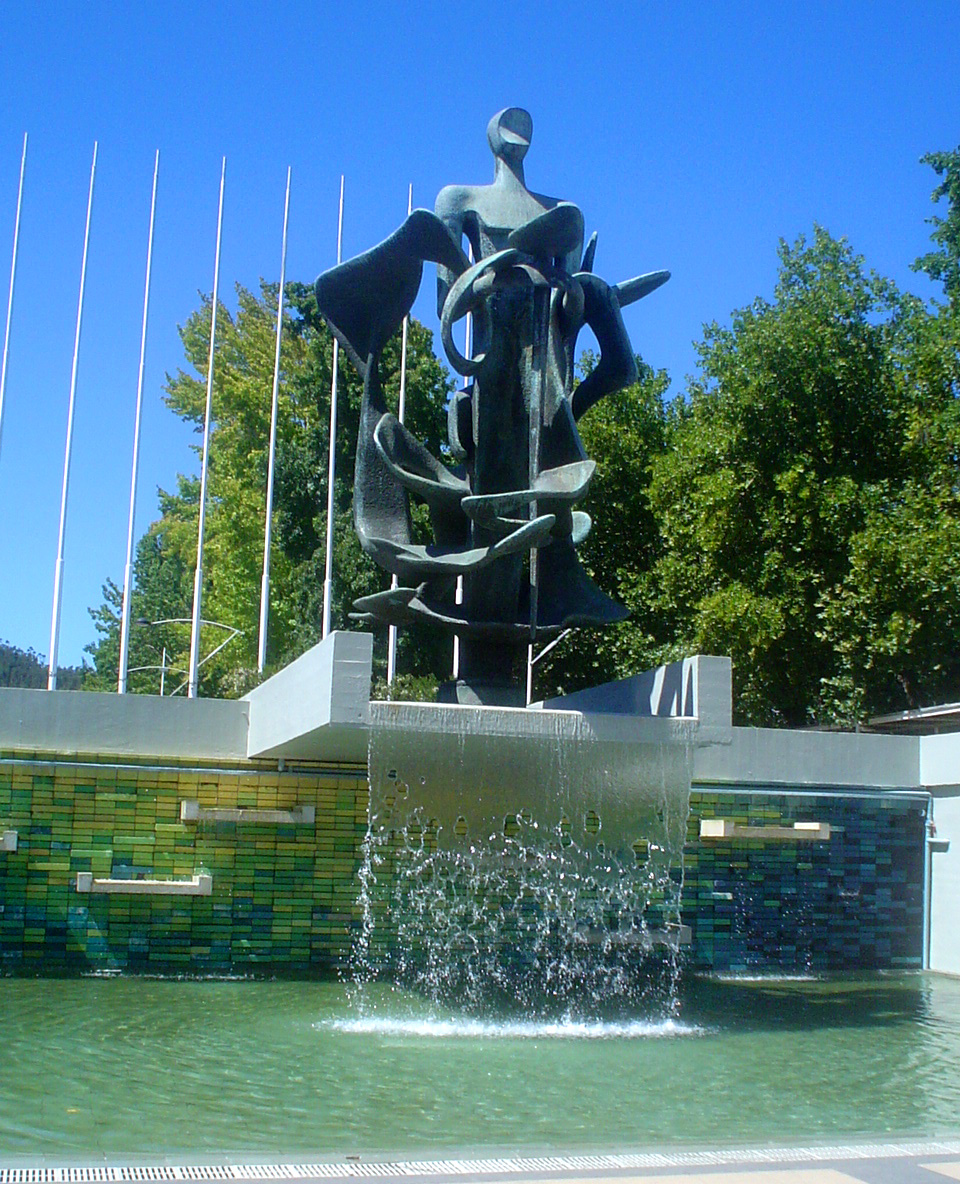
Скульптура на честь засновників університету

### Передумови заснування
Наприкінці XIX і початку XX століття, багато вчених з Консепсьйон стали просити про будівництво університету на півдні Чилі, щоб професійно займатися наукою за межами столиці Чилі Сантьяго. Однак цей задум мав на увазі масштабний проект, який вимагав високий рівень організації будівництва, а він тоді ще не існував. У лютому 1917 року, чилійська газета «El Sur» повідомила: 
«Така ідея створення університету не можлива, оскільки відсутні будівельні організації, які б бажали його побудувати».— Diario El Sur, 1917.

### Комітет з будівництва університету
Для будівництва університету було зорганізовано комітет «Pro університет» у кількості 33 осіб. Відомими членами комітету були: Енріке Моліна Джармендія, Едмундо Ларенас, Віржіні Гомес та Педро Ноласько (англ. Pedro Nolasco). Комітет також ще зобов'язався побудувати клінічну лікарню, яка мала стати основою медичної школи при університеті. 23 березня 1917 відбулася перша офіційна зустріч комітету з громадянами Консепсьйон. Після дебатів з громадянами, комітет взяв на себе відповідальність щодо реалізації цих двох проектів. Проекти були тісно пов'язані між собою, оскільки лікарня повинна була стати основою для медичної школи нового університету.
Щоб офіційно затвердити створення університету у Консепсьйоні, комітет направив проекти до Національного Конгресу Чилі. Після того, коли документи Конгрес затвердив, 14 травня 1919 Енріке Моліна Джармендія заснував університет і став його першим ректором. Останнім часом університет фінансується різними організаціями, які входять до «Університет Консепсьйон Корпорейшіон» (англ. «University of Concepción Corporation»), а одним з основних цих організацій є «Лотері» (англ. «Lottery»). Завдяки цьому фінансуванню, університет Консепсьйон став одним з найбільш сучасних та значущих університетів в Чилі.

## Структура університету
Університет Консепсьйон ділиться на три університетських містечка, розташованих: у Консепсьйоні, Чильяні та Лос-Анхелесі. Основним та головним є кампус в Консепсьйоні.

### Кампус у Консепсьйоні

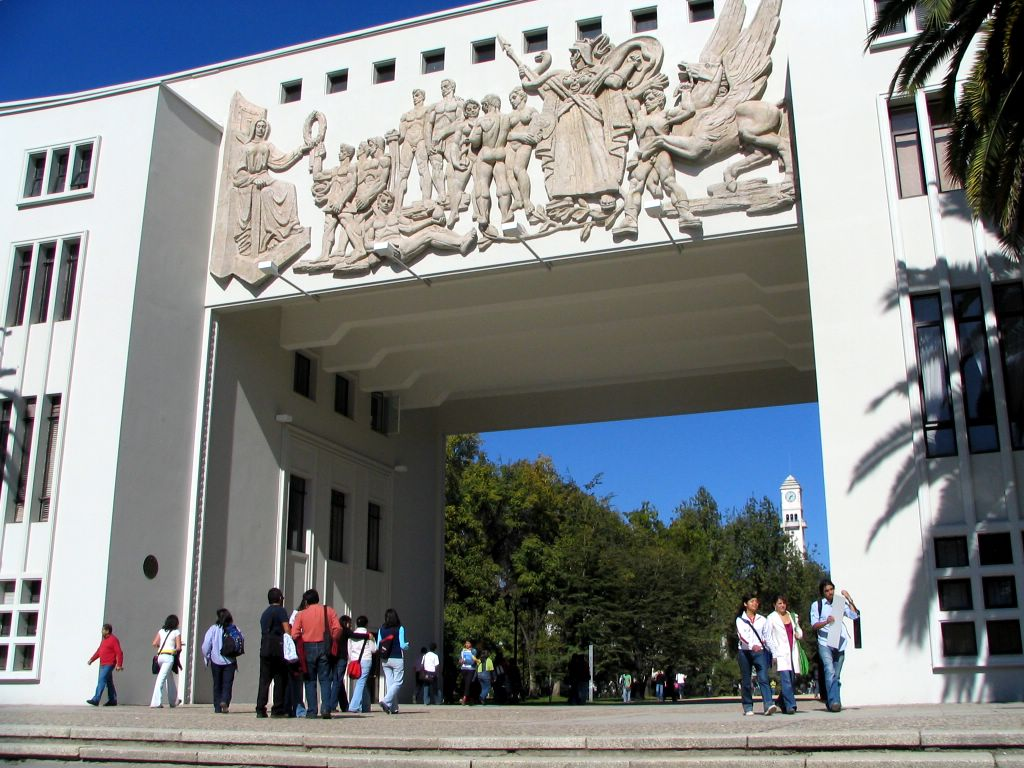
Тріумфальна арка присвячена медицині біля входу до кампусу Консепсьйон

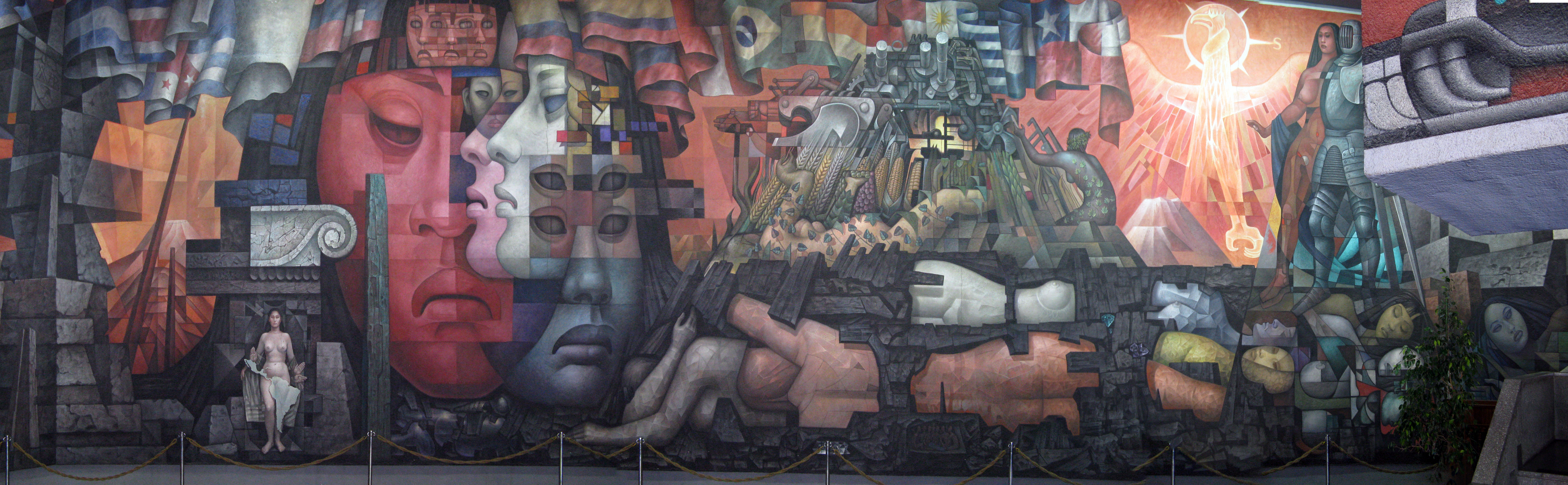
Подарунок від Мексиканської уряду університетові в 1960-рр..: фреска Хорхе Гонсалеса Камарени

Кампус розташований в університетському районі, який називається «Ciudad Universitaria» («Університет міста»). Район містить музеї, скульптури та парки. Кампус почав наукову діяльність з 1919 року. Сьогодні кампус має площу 1 425 900 м2 і в нього входять освітні будівлі науки та техніки, культури та науково-дослідний центр міста Консепсьйон. На території студентського містечка є Чилійський художній музей Каса-дель-Арте Хосе Клементе Ороско (відомий як Каса-дель-Арте, Будинок мистецтв або як англ. «Pinacoteco»). У ньому розташована найбільша колекція у країні картин за межами столиці Сантьяго. Одна з найвідоміших робіт у ньому це фреска пензля мексиканського художника Хорхе Гонсалеса Камарени, яка розташована у холі будинку мистецтв університету Консепсьйон та називається «Об'єднання країн Латинської Америки» (ісп. «Presencia de América Latina»es, відома також як ісп. «Integración de América Latina»). Головна тема фрески це єдність та братство різних латиноамериканських культур. Фреска виконана на площі у 300 м2 на стіні акрилом на грубій штукатурці. Вона була написана у період з листопада 1964 по квітень 1965. Ця фреска є подарунком від мексиканського уряду.
2010 року кампус було визнано однією з найголовніших архітектурних композицій у Чилі у першій половині 20-го століття. За це університет отримав нагороду «Obra Bicentenario» з архітектури, яку присудили за значний твір за останні 100 років, який змінило обличчя міста Консепсьйон у Чилі і поліпшило якість життя його мешканців.

### Кампус у Чильяні
Цей кампус було засновано 1954 року за підтримки багатьох організацій таких як: Організація Об'єднаних Націй, ОАД, американських та європейських університетів та інших. Цей кампус переважно зосереджений на сільськогосподарських науках і має приблизно 1400 студентів, більше 100 викладачів і 250 адміністративних співробітників на 2011 рік. Він розташований на площі у 100 га.

### Кампус в Лос-Анхелес
Кампус у Лос-Анхелесі було засновано 1962 року на прохання громадян Лос-Анхелес та ректора університету Девіда Стичкін Брановера. Останнім часом кампус має 1700 студентів і 58 викладачів.

## Факультети університету
Університет Консепсьйон складається з 18 шкіл, департаментів та кафедр:
- Департамент агрономії.
- Відділ архітектури, містобудування та географії.
- Відділення біологічних наук.
- Школа економіки та ділового адміністрування.
- Відділ фізичних наук і математики.
- Департамент лісового господарства.
- Школа права та соціальних наук.
- Департамент природних та океанографічних наук.
- Департамент хімічних наук.
- Кафедра соціальних наук.
- Школа ветеринарних наук.
- Школа освіти.
- Кафедра фармацевтичної хімії.
- Школа гуманітарних та мистецтв.
- Інженерна кафедра.
- Департамент сільськогосподарського машинобудування.
- Школа медицини.
- Школа стоматології.

## Ректори університету
- Ректор: Серхіо Лаванчі (англ. Sergio Lavanchy).
- Віце-канцлер Ернесто Фігероа Хьюдобра.
- Віце-канцлер з економічних та адміністративних питань: Альберто Ларраін Прат.
- Віце-президент з досліджень та розробок: Варнава Рівас Кірос.
- Генеральний секретар Родольфо Вальтер Діас.

Нижче представлені ректори, які очолювали університет:
| Ректор                                                         | Період    |
| Енріке Моліна Джармендія (англ. Enrique Molina Garmendia)      | 1919-1956 |
| Девід Стітчкін Брановер (англ. David Stitchkin Branover)       | 1956-1962 |
| Ігнасіо Гонсалес Гіноувес (англ. Ignacio González Ginouvés)    | 1962-1968 |
| Девід Стітчкін Брановер (англ. David Stitchkin Branover)       | 1968      |
| Едгардо Енрікес Фродді (англ. Edgardo Enríquez Frödden)        | 1969-1972 |
| Карлос Фон Плессінг Бенч (англ. Carlos Von Plessing Baentsch)  | 1973      |
| Гільєрмо Гонсалес бастіон (англ. Guillermo González Bastias)   | 1973-1975 |
| Генріх РОЧНО Віола (англ. Heinrich Rochna Viola)               | 1975-1980 |
| Вільям Клерікус Ечегоуен (англ. Guillermo Clericus Etchegoyen) | 1980-1987 |
| Карлос Фон Плессінг Бенч (англ. Carlos Von Plessing Baentsch)  | 1987-1990 |
| Сезар Аугусто Парра Муньос (англ. César Augusto Parra Muñoz)   | 1990-1997 |
| Серхіо Меріно Лаванчі (англ. Sergio Lavanchy Merino)           | 1998-     |